# NAWNAW
NAWNAW（ナウナウ）（1977年12月27日 - ）は、日本の歌手。女性。東京都出身。バンダイ・ミュージックエンタテインメントに所属していた。

## ディスコグラフィー

### シングル
| 1st | 1999年4月21日 | All My Soul | 作詞：松本花奈 作曲：TA.Cool 編曲：TA.Cool | テレビアニメ「星方天使エンジェルリンクス」主題歌 c/w「Dearness」 |